# Leopoldsberg
Le Leopoldsberg (« mont de Léopold ») est une montagne du Kahlengebirge située dans le 19e arrondissement, Döbling, de Vienne en Autriche. Son sommet, le plus oriental des contreforts du Wienerwald, culmine à 425 mètres.
Jusqu'en 1693, la montagne est appelée Kahlenberg ; aujourd'hui, un sommet un peu plus à l'ouest porte ce même nom.

## Géographie

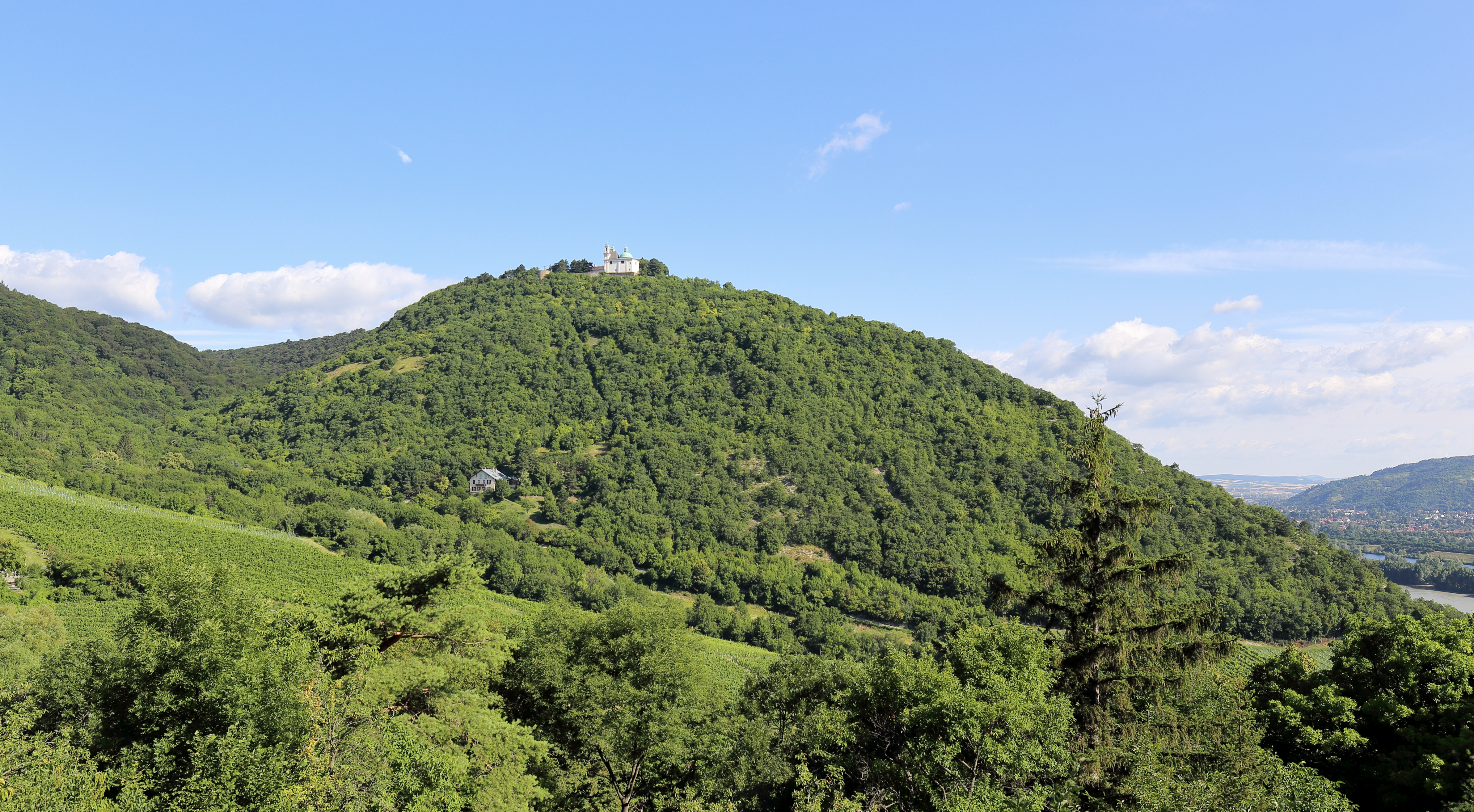
Vue sur le versant sud.

Le mont Leopoldsberg se situe juste à la limite nord de Vienne, s'élevant sur la rive droite du Danube. Au sens géographique, il est le dernier maillon oriental du massif de Wienerwald et de la chaîne des Préalpes orientales septentrionales ; à cet égard, le Leopoldsberg marque la fin de l'arc alpin commençant à la mer de Ligurie et au col d'Altare. Les contreforts des Carpates occidentales sur la rive gauche du Danube constituent la continuation vers l'est. Le fleuve y entre dans le bassin de Vienne.
D'un point de vue géologique, la montagne fait partie des flyschs s'étendant sur le bord septentrional des Alpes orientales, visible sur un affleurement au bord du Danube. Le Leopoldsberg est également apprécié pour la vue sur les alentours que l'on a depuis le sommet au-dessus des pentes abruptes. Il est le point d'arrivée d'une route scénique (Wiener Höhenstrasse) à travers le Wienerwald dans les quartiers occidentaux de Vienne.

## Histoire
Des premières traces d'habitation sur le mont datent de la civilisation des champs d'urnes (1300-1200 av. J.-C.) jusqu'à la période La Tène (500 av. J.-C.). Au IIe siècle av. J.-C., les Celtes s'établissent au Leopoldsberg. L'hypothèse de l'existence d'un oppidum au temps des Romains, posée par le préhistorien Oswald Menghin, est aujourd'hui remise en question.

### Le château

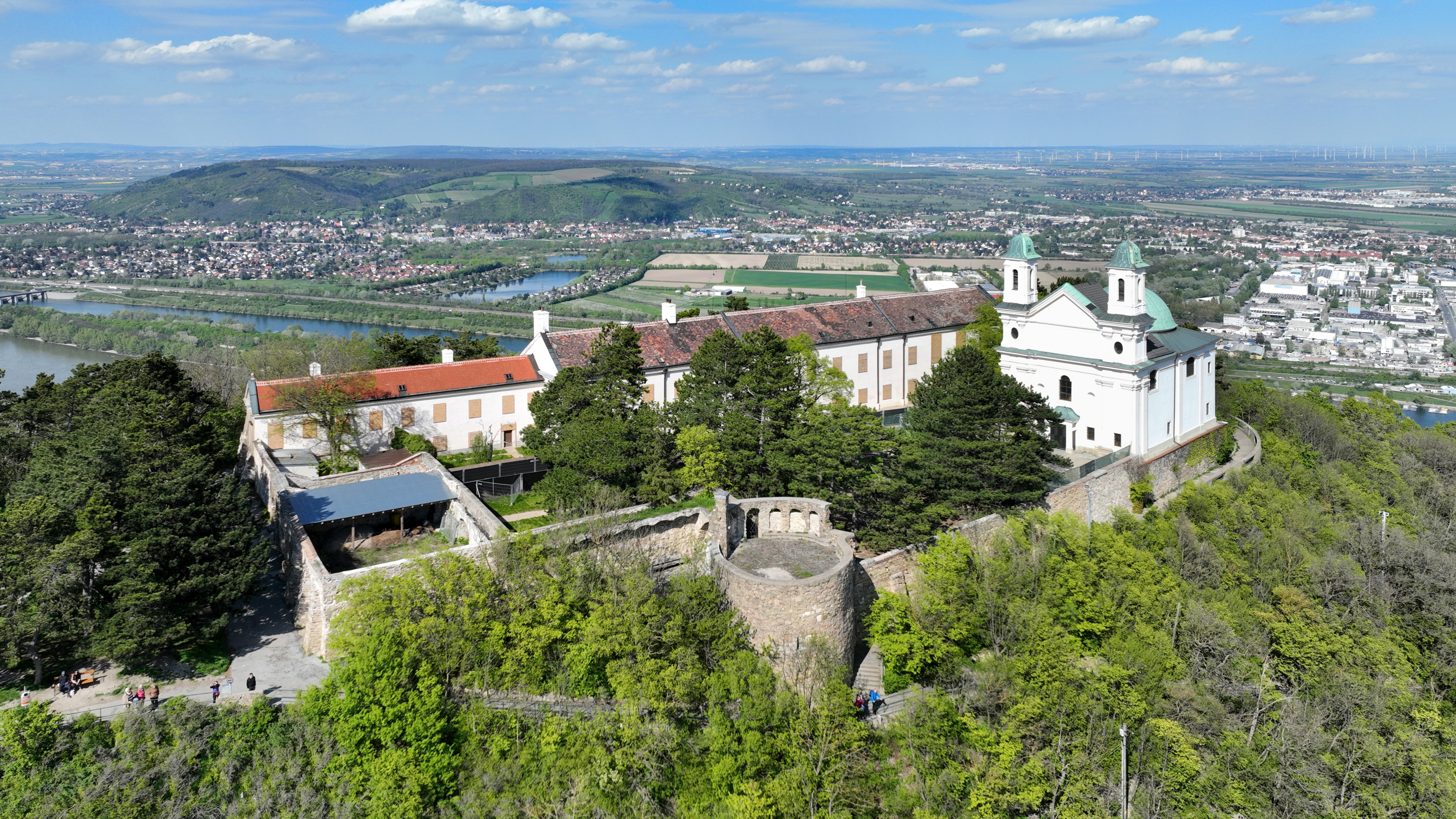
Le sommet avec l'église et les ruines du château.

Dans les sources écrites, le mont apparaît sous le nom de Chalwenberge pour une première fois entre 1130 et 1136. Cette « montagne chauve » doit son nom, soit à ses pentes arides du côté du Danube, soit à son sommet déboisé pour la construction d'une forteresse. Au XIIe siècle, le margrave Léopold III d'Autriche y fait construire une forteresse qui sert à défendre le pays des Magyars. Léopold lui-même meurt dans son château le 11 novembre 1136.
Au Moyen Âge déjà la pente nord est utilisée pour la culture de la vigne, mentionnée pour la première fois dans des documents de 1304. Au fil des siècles, la forteresse au sommet change souvent de propriétaire. Entre 1253 et 1258 elle appartient à Ottokar II Přemysl, l'époux de Marguerite d'Autriche. En 1287/1288, le duc Albert Ier de Habsbourg s'y cache devant les rebelles viennois puis il fait agrandir le château à plusieurs reprises. En 1484, le roi Matthias Corvin de Hongrie conquiert la forteresse qui revint aux mains des Habsbourg en 1498. Au cours du siège de Vienne en 1529, la forteresse est mise à feu avant l'arrivée des forces ottomanes, puis les restes sont démantelés.

### La chapelle

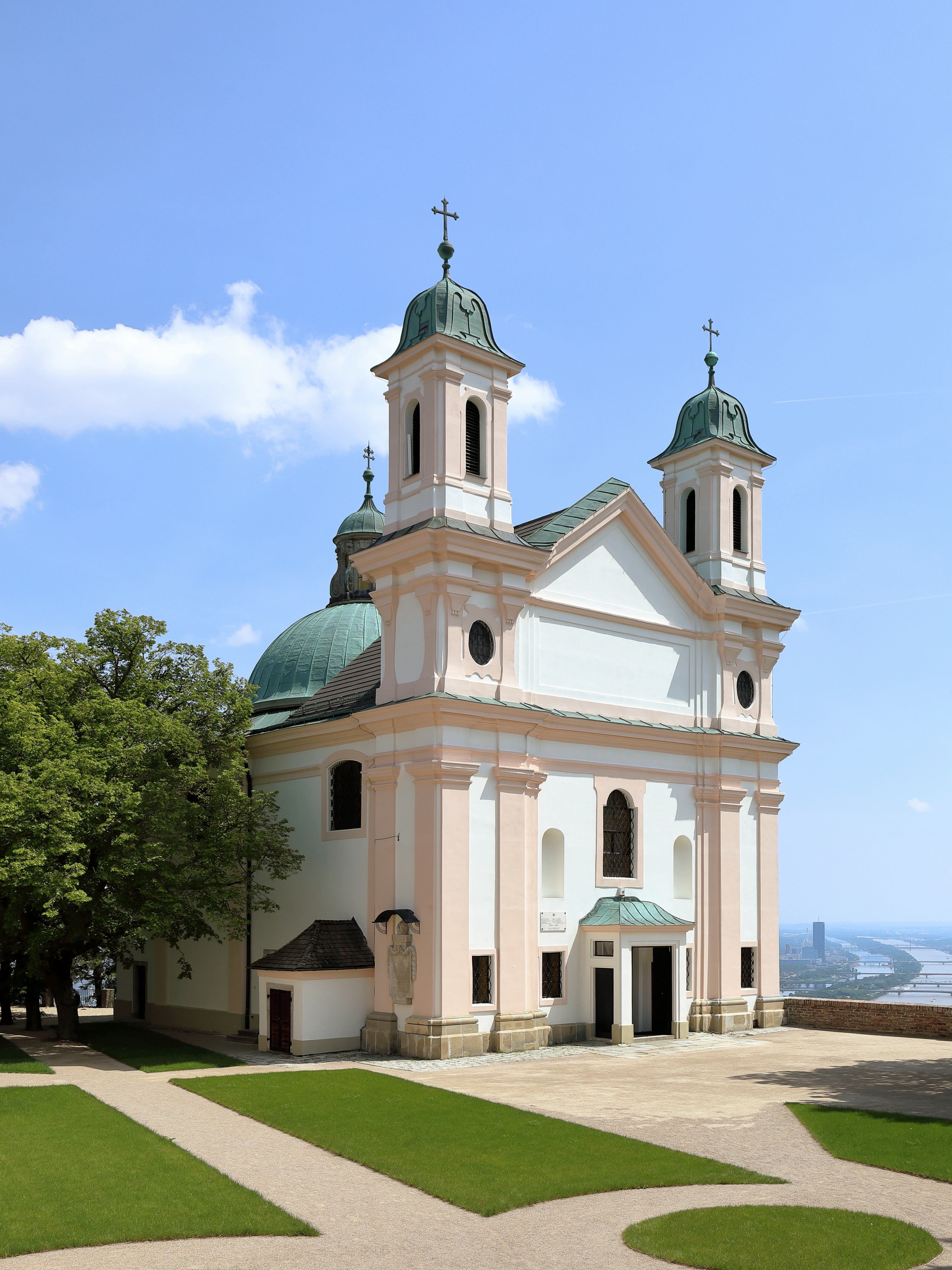
La chapelle sur le Leopoldsberg.

Après avoir surmonté la grande peste de Vienne en 1679, l'empereur Léopold Ier fait donation de la « chapelle de Léopold » en restant fidèle à son serment dans le cas d'une fin de l'épidémie. Cette première église est cependant détruite par les Ottomans lors du second siège de Vienne en 1683. Après la victoire contre les Turcs à la bataille de Vienne qui a eu lieu sur la montagne le 12 septembre, la chapelle est reconstruite est dédiée au margrave canonisé Léopold III d'Autriche en 1693, d'où le nouveau nom de « Leopoldsberg ». Le Sauberg à côté est alors rebaptisé Kahlenberg.
Temporairement profanée sous le règne de l'empereur Joseph II, la chapelle est de nouveau consacré par le monastère de Klosterneuburg en 1798. Un nouveau palais construit en 1718 est détruit dans un incendie en 1891. À l'occasion de l'exposition universelle de 1873, un funiculaire ascendant de la rive du Danube par le flanc nord du Leopoldsberg fut inauguré ; quelques années plus tard, cependant, l'exploitation prend fin. En 1935, on venait de terminer la construction de la Wiener Höhenstraße au sommet.